# Reginópolis
Reginópolis é um município brasileiro do estado de São Paulo. Localiza-se a 21º53'17" de latitude sul e 49º13'31" de longitude oeste, a uma altitude de 391 metros. Sua população estimada em 2017 era de 9 042 habitantes.

## História
O Município de Reginópolis nasceu de um pequeno núcleo fundado à margem direita do rio Batalha e tem como fundador Padre Geremias José Nogueira, oriundo das proximidades de Descalvado-SP. Tudo indica que Padre Geremias foi o primeiro homem a instalar-se em caráter definitivo no agreste da região do rio Batalha.
Padre Geremias auxiliado pelo seu sobrinho José de Pinho Nogueira e uma numerosa leva de índios catequizados embrenharam-se pelos sertões afora da região, fixando finalmente no pouso no rio Batalha para a formação do Patrimônio de Rainha dos Anjos do Batalha.
Pela Lei Estadual nº 1890, de 13 de dezembro de 1922 foi criada a Vila do Batalha, posteriormente, com a Lei Estadual nº 233, de 24 de dezembro de 1948, foi criado o Município de Reginópolis, com terras desmembradas do Município de Pirajuí e concedido à Sede Municipal, foros da cidade.
A instalação do novo município ocorreu a 03 de abril. A  cidade de Reginópolis teve como primeiro prefeito o Senhor Hilário Spuri Jorge, eleito a 03 de abril de 1949.
Pela Lei Municipal nº 506, de 03 de julho de 1967 foram estabelecidos como feriados municipais o dia 03 de abril, dia da Emancipação Político Administrativa do Município e o dia 15 de agosto, dia da Padroeira Nossa Senhora Rainha dos Anjos.
- Fundação: 03 de abril de 1949 (76 anos)

## Geografia

### Demografia
Dados do Censo - 2009
População total: 8.172
- Urbana: 3.784
- Rural: 958
- Homens: 2.400
- Mulheres: 2.459

Densidade demográfica (hab./km²): 11,57
Mortalidade infantil até 1 ano (por mil): 19,57
Expectativa de vida (anos): 69,36
Taxa de fecundidade (filhos por mulher): 2,64
Taxa de alfabetização: 88,97%
Índice de Desenvolvimento Humano (IDH-M): 0,763
- IDH-M Renda: 0,704
- IDH-M Longevidade: 0,739
- IDH-M Educação: 0,845

(Fonte: IPEADATA)

## Infraestrutura

### Comunicações
O sistema de telefones automáticos foi inaugurado na cidade em 1977 pela Telecomunicações de São Paulo (TELESP), que também implantou o sistema de discagem direta à distância (DDD) em 1988 com o código de área (0142). Anteriormente a cidade era atendida pela Companhia de Telecomunicações do Estado de São Paulo (COTESP).
Na década de 90 o código DDD da cidade foi alterado para (014), para padronização do sistema telefônico com a telefonia celular que estava sendo implantada em todo o estado.

## Administração
- Prefeito: Ronaldo da Silva Correa (Interino)
- Vice-prefeito: Nenhum
- Presidente da câmara: Carlos Alberto Anselmo de Souza (Presidente da Câmara)
- Vereadores: Aline Bello, Clodoaldo Caetano de Azevedo, Ednelson Aparecido Bueno, Fernanda Andrea Martins Negreiros, Fernandes Inacio, Irineu Aparecido de Oliveira Amarins, Leonardo Barbosa, Roberto Kassin Junior. (2021 - 2024).

## Religião
O Cristianismo se faz presente na cidade da seguinte forma:

### Igreja Católica
- A igreja faz parte da Diocese de Lins.[10]

### Igrejas Evangélicas
Entre as igrejas protestantes históricas, pentecostais e neopentecostais, encontram-se na cidade:
- Assembleia de Deus Ministério do Belém.[12][13]
- Congregação Cristã no Brasil.[14]